# RIM-66飛彈

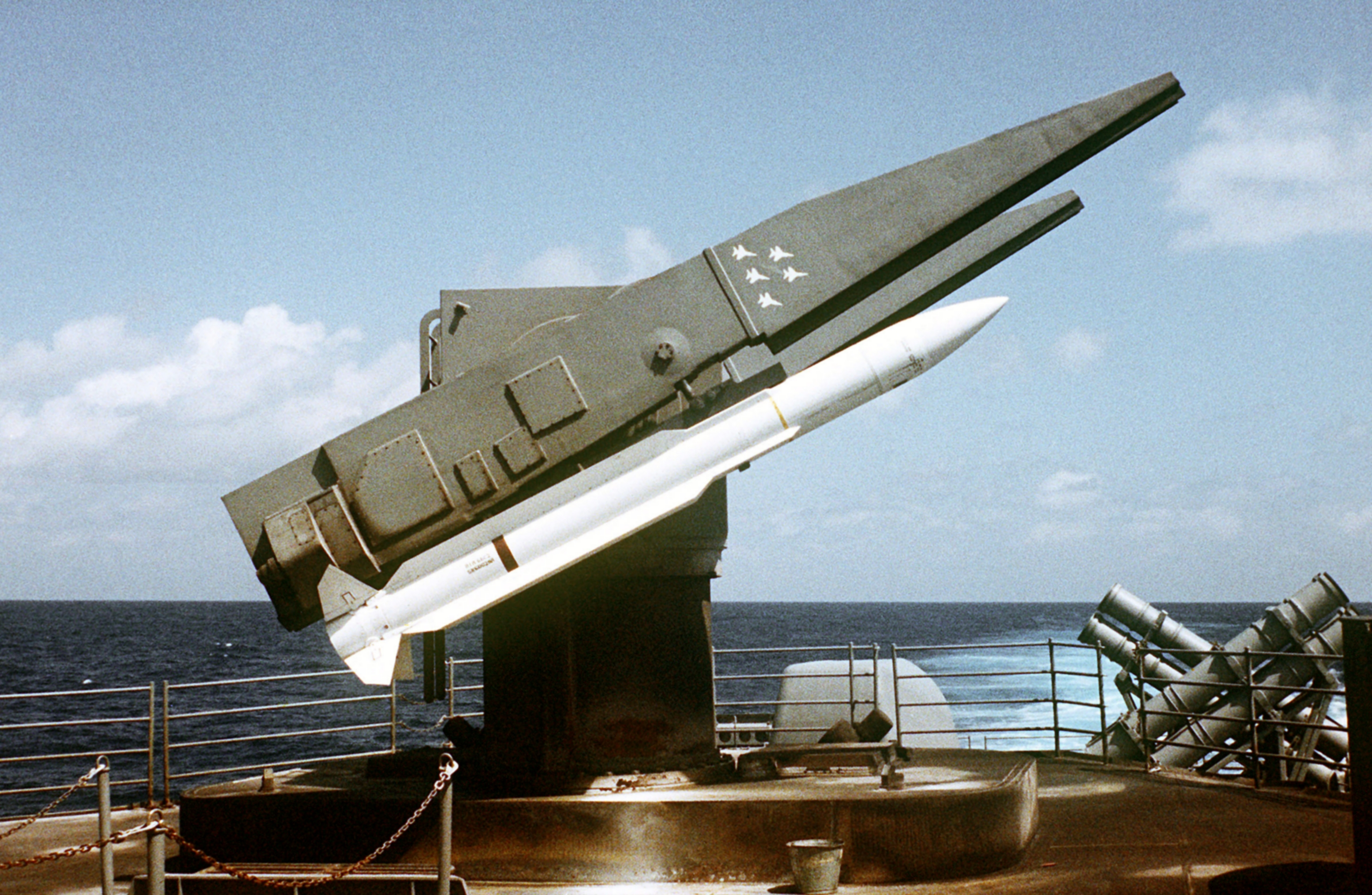
在Mk 26飛彈發射架上的SM-2標準二型飛彈

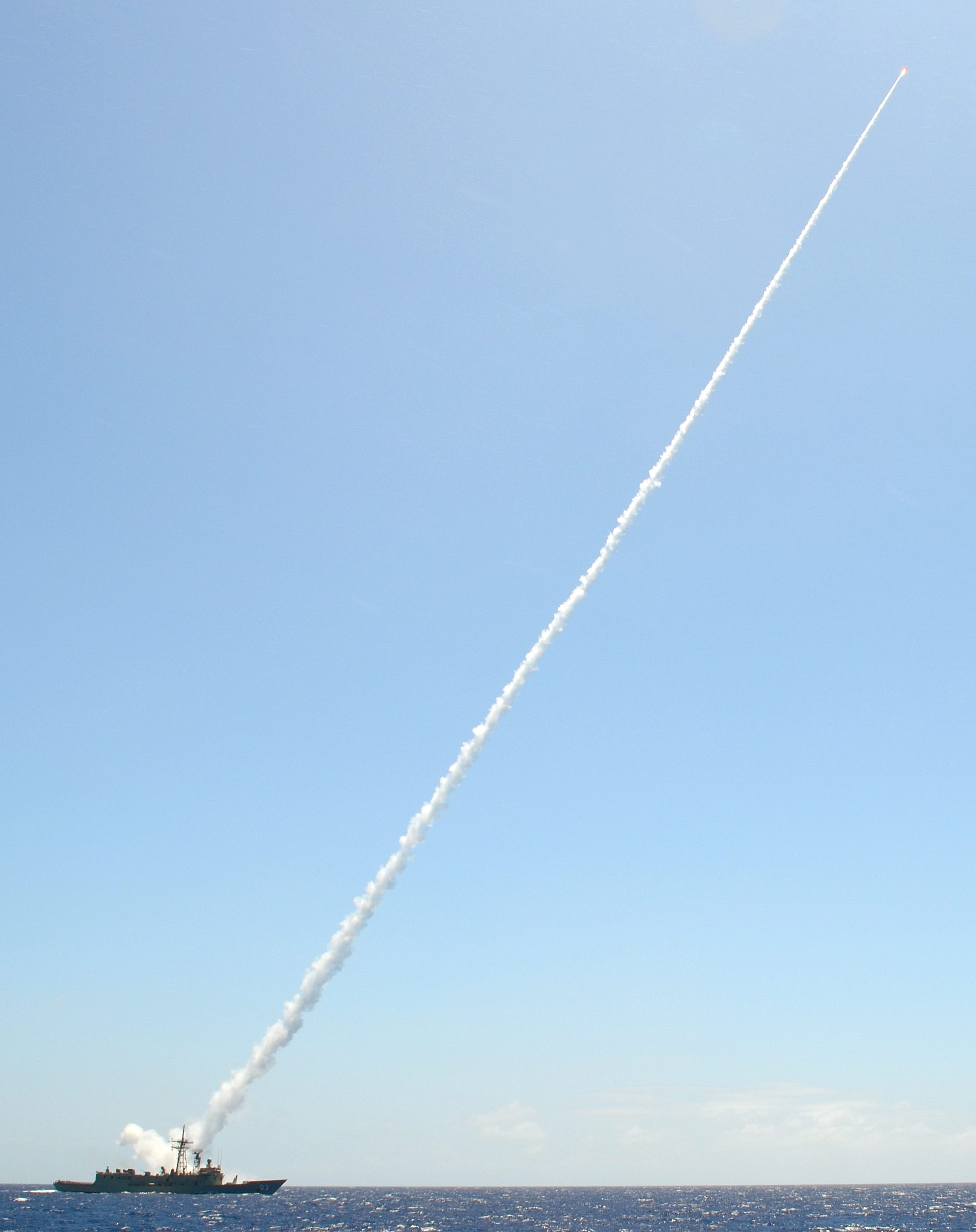
澳大利亞皇家海軍雪梨號飛彈巡防艦（FFG 3）發射SM-2標準二型飛彈

RIM-66飛彈，即標準一型中程飛彈與標準二型中程飛彈（SM-1 MR/SM-2 MR），是美國研發的一種艦載中程地對空飛彈（SAM），1967年起開始在美國海軍多種船艦上部署。
RIM-66亦是首批標準飛彈家族（Standard family）的飛彈，其增程版本為安裝了火箭助推器的RIM-67飛彈（SM-1 ER/SM-2 ER，Standard Missile-1/2 Extended range），1981年開始服役。
標準飛彈是美國海軍最主要的中長程防空飛彈，普遍地配備於巡防艦以上的主戰艦艇。短程與近接目標則由海麻雀飛彈、公羊飛彈、或欉樹飛彈予以攔截。

## 簡介
標準飛彈計劃在1963年開始，產生了標準家族（Standard family）的飛彈。其計劃目的是生產新一代飛彈，射程較短的RIM-66飛彈取代當時美國海軍船隻上已過時的RIM-24韃靼人飛彈，而射程較長的RIM-67增程飛彈則取代了RIM-2小猎犬飛彈和RIM-8護島神飛彈 。

## 標準一型中程飛彈
1958年开始研发第二代防空系统“台风”，采用了AN/SPG-59相控阵雷达实现多目标探测跟踪，弹上采用TVM体制实现远程多目标攻击。由于技术体系过于先进，项目最终下马。1963年雷锡恩公司开始研制标准-1导弹系统。相对于更早的鞑靼人导弹，标准-1导弹的主要改进是使用固态电子设备和全电气设计等措施，这些措施极大的提高了导弹的可靠性，并且显著的缩短了反应时间。除此之外，SM-1防空导弹还装备了MK 1新型自动驾驶仪和新型弹载电池。SM-1导弹是整个标准系列导弹的开端，标准导弹作为美国远洋舰队的防空长臂，在几十年承担起为美国海军远洋防空的重任。
RIM-66A是中距離的標準飛彈，最初作為替代上一代的RIM-24C，完全與Mk74“韃靼人飛彈”火控系統相容。它與先前韃靼飛彈外型相同，使用該系統現有的MK27双推力固体火箭发动机和MK 51连杆式战斗部。與RIM-24C韃靼飛彈一樣，RIM-66A/B是圆锥扫描半主動雷達導引飛彈但有許多改進，其性能超過韃靼飛彈。改进之处在于使用固态电子设备和全电气设计以提高可靠性、缩短反应时间，还装备了MK 1自动驾驶仪和新型弹载电池。原型YRIM-66A于1965年开始进行飞行测试。
RIM-66A/SM-1MR Block I于1967年服役。它沿用了RIM-24鞑靼人的，其弹头为62千克的，导引头为，最大射程约32千米。此后Block II，Block III和Block IV批次的改进不大，共享RIM-66A编号。Block V编号RIM-66B，做了重大改进： 
- 新的平面扫描导引导引头
- 反应更快的自动驾驶仪
- MK90破片式弹头
- MK 56双推力固体火箭发动机，长度增加了25厘米，射程和射高上分别增加了45%和25%，最大射程增加到了46千米。

RIM-66A/B標準飛彈（標準一型飛彈第一至第五批次）曾在越南戰爭服役。 
Block VI编号RIM-66E，于1983年服役。用了标准2的单脉冲导引头，MK45 Mod4近炸引信。为海外客户生产到21世纪。是标准1的唯一在役型号。在裝備韃靼人飛彈發射火控系統和裝備AIM-92型飛彈發射火控系統裝備的船艦上服役。苏联对应型号是SA-N-7中程防空导弹。细分亚型：
- RIM-66E-1
- RIM-66E-3
- RIM-66E-5
- RIM-66E-6
- RIM-66E-7
- RIM-66E-8

标准1导弹的增程型SM-1ER，编号为RIM-67。

## 標準二型中程飛彈
1967年10月22日反舰飛弹首次在实战中击沉水面舰艇。为应对苏联Tu-22M“逆火”轰炸机超音速突防与AS-6远程高速反舰飛彈的饱和攻击威胁，美国海军1969年开始研發標準二飛弹。是神盾戰鬥系統和新威脅升級系統（NTU）中的最關鍵的一部分。其中標準二型飛彈（SM - 2MR）開始使用慣性導引和可在中途以指令更正航向。該飛彈的慣性導引自動駕駛程式自動選擇最有效的到達目標飛行的路徑，而且可以接收來自地面的指令更正飛行路徑。因此標準二型飛彈的半主動雷達導引只在最終階段的攔截時需要幾秒鐘目標照明。這種能力使神盾戰鬥系統和新威脅升級系統分享船艦上的目標雷達信號，大大增加了可以在同一時間攻擊目標的數量。在1980年代中期，標準二型飛彈開始部署在提康德羅加級飛彈巡洋艦碉堡山號的MK-41垂直發射系統 （VLS）中，這是美國海軍第一艘部署垂直發射裝置的軍艦。垂直發射系統（VLS）是美國海軍提康德羅加級飛彈巡洋艦和阿利伯克級驅逐艦目前用於發射標準導彈的裝置。
標準二型飛彈中段飞行采用了MK 2自动驾驶仪与惯性导航、舰载MK 99火控系统指令修正。末端導引需要AN/SPG-62照明雷達進行僕役照明，单脉冲导引头。MK 104双推力固体发动机使射程比SM-1 MR提高了60%，达到了传统远程飛弹的要求90海里。
各批次型号：
- SM-2 MR Block I，编号RIM-66C，用于神盾系统测试。射程约74公里。1978年服役，在1983年停产。
- SM-2MR Block II，编号RIM-66D，采用MK 104双推力固体火箭发动机，有效射程增加了一倍，达166公里。1983年与装备神盾系统的提康德罗加级巡洋舰同步服役。
  - RIM-66G：MK 26双臂旋转发射装置的神盾舰 (CG47~CG51)专用
  - RIM-66H：MK 41垂直发射系统的神盾舰使用
  - RIM-66J：搭載鞑靼防空系统的防空舰专用
- SM-2 MR Block III：RIM-66K，1984年雷锡恩公司应因马岛战争提出的拦截低空掠海反舰飛弹而开始研制，1988年投产。 
  - SM-2 Block IIIA，鞑靼作战系统军舰使用RIM-66L，MK26发射系统采用RIM-66L，MK41型垂直发射系统使用RIM-66M-2：使用MK 125弹头与MK 45 MOD9 TDD（近炸引信），1991年投产，1994年服役。
  - SM-2 Block IIIB：RIM-66M，侧置辅助红外传感器,1995年投产。用于神盾舰MK 41垂直发射系统的编号为RIM-66M-5。
  - SM-2 Block IIIC：2017年公開，主動末端制導、改進的 ECCM、增強的引信。

標準一型中程飛彈與標準二型中程飛彈由於不斷升級，型號有許多種。標準飛彈也可用於對艦打擊，在視距內利用其半主動雷達導引的模式，在視距外使用慣性導引和終端紅外線導引。

## 標準四型攻陸飛彈
RGM-165飛彈（SM-4 LASM），主要設計為艦載攻陸飛彈，計畫由庫存的標準二型中程飛彈(SM-2MR Block2/3)改裝而來，但後來計畫取消。

## 承包商
在1992年以前，標準導彈都是由通用動力公司波莫納分部製造。1992年，休斯飛機公司買下通用動力公司波莫納分部並與雷神公司組建了合資的標準導彈公司，成為休斯導彈系統公司的一個部門。 後來休斯導彈系統公司被賣給了雷神公司，雷神公司成為是美國國內目前唯一的承包商。

## 運作歷史
標準一型中程飛彈於1968年開始運作。該導彈配備在有韃靼導彈火控系統的軍艦上。標準一型飛彈第一次使用於作戰是在1970年代初的越南戰爭。標準二型飛彈於1970年代初後期開始運作，並於1983年開始在神盾戰鬥系統下運作。標準一型飛彈與標準二型中程飛彈曾經在美國與伊朗在1988年4月18日的衝突中被用來攻擊空中與水面目標。（美國海軍稱之為螳螂行動）。1988年7月3日，美國海軍文森斯號（CG - 49）使用艦艏雙聯裝MK-26雙臂飛彈發射器發射2枚標準二型飛彈擊落伊朗航空公司655航班空中巴士（A300B2-203）

## 佈署歷史
標準飛彈的批次取決於它們的技術內涵。

### 標準一型中程飛彈第一、二、三和四批次
第一個標準飛彈於1967年開始於美國海軍服役。第一，二和三批次生產前的版本, 第四批次（RIM-66A）才是生產版本。這種導彈是為取代先前RIM-24C韃靼導彈。

### 標準一型中程飛彈第五批次
第五批次（RIM - 66B）的改進導致了更高的可靠性。它有一個新的反應更快速的自動駕駛儀，一個更加強大的雙推力火箭發動機，以及一個新的彈頭。 

### 標準一型中程飛彈第六、六A、六B批次
第六批次（RIM - 66E）是標準一型中程飛彈的最後一個版本。這個版本在1983年開始於美國海軍和出口客戶服役。

### 標準二型中程飛彈第一批次
RIM-66C是第一個版本的標準二型飛彈。該導彈於1978年開始裝到提康德羅加級飛彈巡洋艦神盾戰鬥系統中。RIM-66D是標準二型中程飛彈的新威脅升級版本。該導彈使用慣性導引自動駕駛程式，只在最終階段的攔截時需要半主動雷達導引以及目標照明。此版本現已不再服役，餘下的飛彈多半被改裝成以後的型號，或已入庫儲存。

### 標準二型中程飛彈第二批次
第二批次在1983年推出，有一個新的射程更遠的火箭引擎與一個新的彈頭。RIM-66G是供給神盾戰鬥系統和Mk26飛彈發射架。RIM-66J是標準二型中程飛彈的新威脅升級版本。此版本現也已不再服役，餘下的飛彈多半被改裝成以後的型號，或已入庫儲存。

### 標準二型中程飛彈第三、三A、三B、三C批次
RIM-66M標準二型飛彈是美國海軍提康德羅加級飛彈巡洋艦與阿利·伯克級驅逐艦神盾戰鬥系統和Mk26飛彈發射架中使用的飛彈。第三批次為了提高對低空目標的性能，裝備有MK 45 MOD 9目標探測裝置。此外第三B批次飛彈具有雙重半主動雷達導引和紅外線導引，用於超視距目標或有低雷達截面的目標 。

## 部署
美國海軍部署過RIM-66飛彈系統的船艦：
- 亞當斯級驅逐艦（英语：Charles F. Adams-class destroyer）（MK74射控系統）
- 阿爾巴尼級巡洋艦（英语：Albany-class cruiser）（MK74射控系統）
- 福雷斯特·舍曼級驅逐艦（英语：Forrest Sherman-class destroyer）（MK74射控系統）
- 派里級巡防艦（MK92射控系統）
- 紀德級驅逐艦（MK74射控系統，後經NTU計畫改良）
- 維吉尼亞級巡洋艦（MK74射控系統，後經NTU計畫改良）
- 加利福尼亞級巡洋艦（MK74射控系統，後經NTU計畫改良）
- 提康德羅加級飛彈巡洋艦（神盾戰鬥系統+MK99射控系統）
- 阿利·伯克級驅逐艦（神盾戰鬥系統+MK99射控系統）

中華民國海軍部署過RIM-66飛彈系統的船艦：
- 陽字號驅逐艦（武進三型作戰系統+STIR-180射控照明雷達）
- 基隆級驅逐艦（NTU計畫改良）
- 成功級巡防艦（MK92射控系統）
- 濟陽級巡防艦（武進三型作戰系統+STIR-180射控照明雷達）

海上自衛隊部署過RIM-66飛彈系統的船艦：
- 天津風號護衛艦（WDS MK4武器指揮系統+MK74 Mod3射控系統或FCS-2-21D射控雷達）
- 太刀風級護衛艦（OYQ-1B/2B/4戰鬥資料系統+MK74 Mod3射控系統或FCS-2-21C射控雷達）
- 旗風型護衛艦（OYQ-4-1戰鬥資料系統+MK74 Mod13射控系統+FCS-2-22A射控雷達或FCS-2-22C射控雷達）
- 金剛級護衛艦（神盾戰鬥系統+MK99射控系統）
- 愛宕級護衛艦（神盾戰鬥系統+MK99射控系統）
- 摩耶級護衛艦（神盾戰鬥系統+MK99射控系統）

大韓民國海軍部署過RIM-66飛彈系統的船艦：
- 正祖大王級驅逐艦（神盾戰鬥系統+MK99射控系統）
- 世宗大王級驅逐艦（神盾戰鬥系統+MK99射控系統）
- 忠武公李舜臣級驅逐艦(KDcom-2戰鬥系統+STIR-180射控照明雷達)

西班牙海軍部署過RIM-66飛彈系統的船艦：
- 巴利亞里級護衛艦（雖有採用但未裝備美製射控系統及雷達）
- 聖塔瑪麗亞級巡防艦（MK92射控系統）
- 阿爾瓦羅·巴贊級巡防艦（神盾戰鬥系統+MK99射控系統）

德國海軍部署過RIM-66飛彈系統的船艦：
- 呂特宴斯級驅逐艦（英语：Lütjens-class destroyer）（MK74射控系統）
- F-124薩克森級巡防艦（SMART-L對空搜索、目標追蹤、支援防空武器射控雷達）

澳大利亞皇家海軍部署過RIM-66飛彈系統的船艦：
- 霍巴特級驅逐艦（神盾戰鬥系統+MK99射控系統）
- 阿德萊德級巡防艦（MK92射控系統）
- 柏斯級驅逐艦（英语：Perth-class destroyer）（MK74射控系統）

土耳其海軍部署過RIM-66飛彈系統的船艦：
- 加濟安泰普級巡防艦（GENESIS射控系統）

其他國家部署過RIM-66飛彈系統的船艦：
- 伊萬·休特菲爾德級巡防艦（C-Flex戰鬥管理系統+Ceros 200射控照明雷達）
- 七省級巡防艦
- 波蘭海軍派里級巡防艦（MK92射控系統）
- 巴林海軍（英语：Royal Bahrain Naval Force）派里級巡防艦（MK92射控系統）
- 巴基斯坦海軍派里級巡防艦（MK92射控系統）
- 埃及海軍派里級巡防艦（MK92射控系統）
- 法國海軍的卡沙級驅逐艦（英语：Cassard-class frigate）（雖有採用但未裝備美製射控系統及雷達）
- 加拿大皇家海軍的易洛魁級驅逐艦(roquois class destroyer)(STIR-240射控照明雷達x2)

## 使用者

### 現役
- 澳洲皇家海軍

 法國
- 法國海軍

 德国
- 德國聯邦國防軍海軍

 義大利
- 義大利海軍

 日本
- 日本海上自衛隊

 波蘭
- 波蘭海軍

 中華民國
- 中華民國海軍

 大韓民國
- 大韓民國海軍

 荷蘭
- 荷蘭皇家海軍

 美国
- 美國海軍

 土耳其
- 土耳其海軍

 智利
- 智利海軍

 丹麦
- 丹麥皇家海軍

 埃及
- 埃及海軍

 土耳其
- 土耳其海軍

### 退役
加拿大
- 加拿大皇家海軍

 希腊
- 希臘海軍

## 註腳
1. ↑  RIM-66飛彈系列於美軍的呼號為RIM-66 Standard MR；其中R指飛彈為艦載；I指飛彈為攔截型；M指飛彈；66為其編號；Standard意指「標準飛彈家族」；而MR則指中程（Middle range）。（詳見Designating and Naming Defense Military Aerospace Vehicles：Attachment 4）此一飛彈系列衍生了兩個彈型，分別簡稱為SM-1 MR及SM-2 MR，照字面即Standard Missile-1 Middle range；中譯採之，故譯為標準一型中程飛彈及標準二型中程飛彈。RIM-161標準三型飛彈是「標準飛彈家族」最新的一員。